# فيلا ليترنو
فيلا ليترنو (بالإيطالية: Villa Literno) هي كومونا في مقاطعة كزرتة في منطقة كمبانية الإيطالية، وتقع على بعد 25 كيلومترًا (16 ميلًا) شمال غرب نابولي و25 كيلومترًا (16 ميلًا) غرب كزرتة.